# Ernst Ocwirk
Ernst Ocwirk (Viena, 7 de març, 1926 – Klein-Pöchlarn, 23 de gener, 1980) fou un futbolista austríac i posteriorment entrenador de futbol. És considerat un dels més grans futbolistes de la història d'Àustria.

## Carrera de club
Començà jugant de davanter centre fins que l'antic jugador internacional Josef Smistik se situà com a centrecampista quan estava al Floridsdorfer. Smistik l'intentà portar al Rapid Viena, però fou finalment el FK Austria qui s'emportà l'aigua al seu molí i aconseguí els seus serveis. Amb aquests equips jugà durant una dècada i guanyà cinc lligues i tres copes. Fou fitxat per la Sampdoria d'Alberto Ravano, on jugà durant cinc temporades més, arribant a ser capità de l'equip. El 1961 retornà al FK Austria on jugà la seva darrera temporada guanyant el doblet (lliga i copa).

## Internacional
Amb la selecció d'Àustria disputà un total de 62 partits, en els quals marcà 6 gols, entre els anys 1947 i 1956. Participà en els Jocs Olímpics de Londres 1948 i la Copa del Món de Futbol 1954 on fou el capità de l'equip, i ajudà a portar la selecció fins a la tercera posició final.

## Entrenador
Com a entrenador la seva trajectòria es repartí entre Itàlia, Àustria i Alemanya. A més de la Sampdoria i l'Austria Viena va dirigir el Colònia, club al que portà a la final de la copa alemanya.
El 23 de gener de 1980, a l'edat de 53, va morir d'esclerosi múltiple a Klein-Pöchlarn, Baixa Àustria, justament el mateix dia que Matthias Sindelar havia mort 41 anys abans.

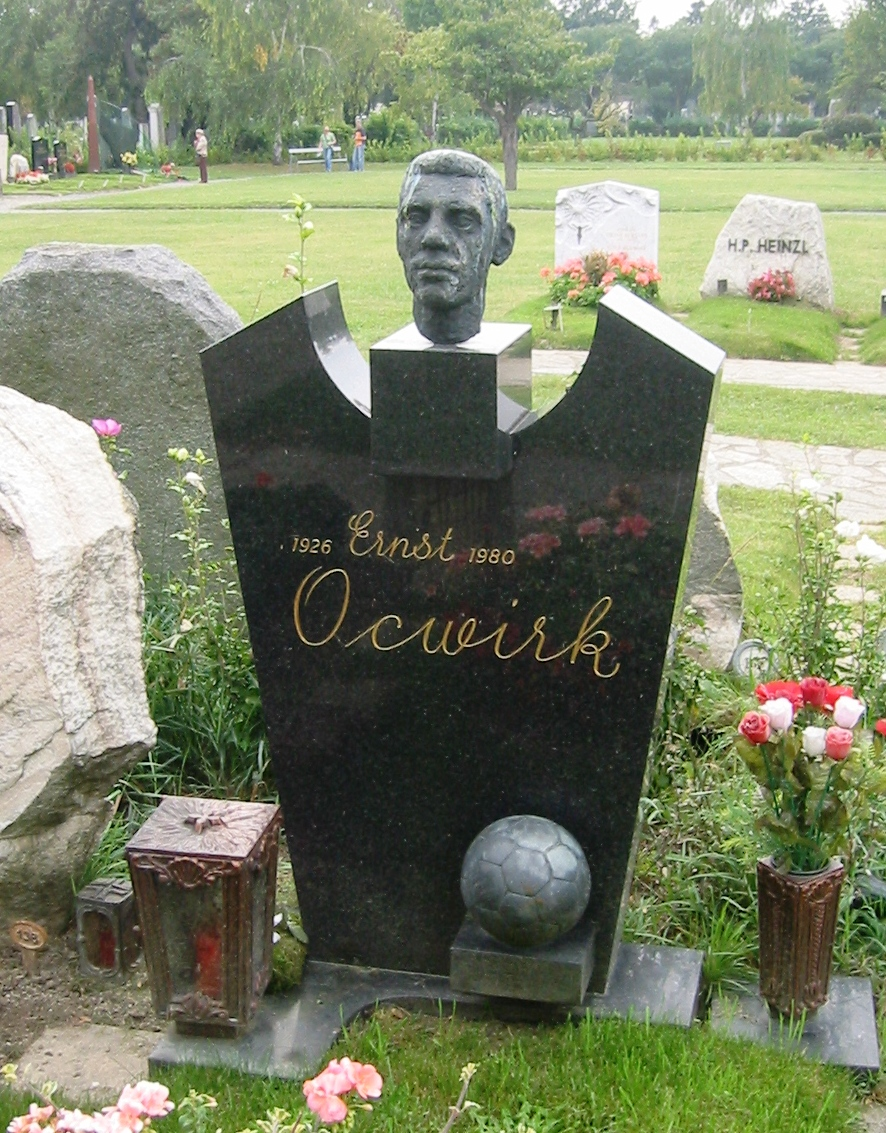
Tomba d'Ocwirk al Zentralfriedhof de Viena.